# Clara de Montefalco
Clara de Montefalco (também conhecida como Santa Clara da Cruz) foi uma freira agostiniana e santa católica. 

## História
Clara de Montefalco era freira da rigorosíssima Ordem das Religiosas Agostinianas. Antes, havia sido consagrada da Ordem Terceira de São Francisco.
Teve uma vida de penitências e morreu muito jovem. Depois da morte, o coração, extraído do corpo e que as irmãs embalsamaram de maneira primitiva, apresentava a figura de Cristo crucificado, a flagelação e os cinco estigmas, totalmente impressos no músculo do miocárdio, tal como, posteriormente, ocorreu com Santa Verônica Giuliani.